# دوفتیلید
دوفتیلید (انگلیسی: Dofetilide) یک داروی ضد آریتمی دسته III است. این دارو با نام تجاری Tikosyn توسط شرکت فایزر به بازار عرضه می‌شود و در کپسول‌های حاوی ۱۲۵، ۲۵۰ و ۵۰۰ میکروگرم دوفتیلید در دسترس است.

## کاربرد پزشکی
دوفتیلید برای حفظ ریتم سینوسی در افرادی که مستعد بروز فیبریلاسیون دهلیزی و آریتمی‌های فلاتر هستند، و برای ریتم قلبی به ریتم سینوسی ناشی از فیبریلاسیون دهلیزی و فلاتر استفاده می‌شود.
دوفتیلید با مسدود کردن انتخابی جزء سریع جریان پتاسیم یکسو کننده تاخیری (IKr) کار می‌کند. این امر باعث می‌شود دوره بازیابی بافت دهلیزی افزایش یابد و از این رو در درمان فیبریلاسیون دهلیزی و فلوتر دهلیزی موثر است.
دوفتیلید روی dV/dTmax (شیب حرکت دپلاریزاسیون فاز 0)، سرعت هدایت یا پتانسیل غشاء در حالت استراحت تأثیر نمی‌گذارد.